# Mardié
Mardié – miejscowość i gmina we Francji, w Regionie Centralnym, w departamencie Loiret.
Według danych na rok 1990 gminę zamieszkiwało 2070 osób, a gęstość zaludnienia wynosiła 120 osób/km² (wśród 1842 gmin Centre, Mardié plasuje się na 183. miejscu pod względem liczby ludności, natomiast pod względem powierzchni na miejscu 779.).